# Cantó de Capellen
Cantó de Capellen (luxemburguès Capellen) és un cantó situat al sud-oest de Luxemburg, al districte de Luxemburg. Té 191 kilòmetres quadrats i 52.828 habitants. La capital és Capellen (comune de Mamer).
El cantó es divideix en nou comunes: 
- Käerjeng (abans, Bascharage i Clemency)
- Dippach
- Garnich
- Habscht (abans, Septfontaines i Hobscheid)
- Kehlen
- Koerich
- Kopstal
- Mamer
- Steinfort